# Promachus wiedemanni
Promachus wiedemanni är en tvåvingeart som beskrevs av Ignaz Rudolph Schiner 1867. Promachus wiedemanni ingår i släktet Promachus och familjen rovflugor. Inga underarter finns listade i Catalogue of Life.